# Souessa
Souessa is een geslacht van spinnen uit de familie hangmatspinnen (Linyphiidae).

## Soorten
De volgende soorten zijn bij het geslacht ingedeeld:
- Souessa spinifera (O. P.-Cambridge, 1874)